# Benjamin Compaoré
Benjamin Compaoré (* 5. August 1987 in Bar-le-Duc) ist ein französischer Leichtathlet, der sich auf den Dreisprung spezialisiert hat.

## Sportliche Laufbahn
Compaoré, Sohn eines Burkinaben und einer Französin, wurde 2004 erstmals französischer Jugendmeister im Dreisprung und erreichte in den folgenden Jahren auf nationaler Ebene zahlreiche weitere Podestplatzierungen im Jugend- und Juniorenbereich. Erste internationale Erfahrungen sammelte er bei den Junioreneuropameisterschaften 2005 in Kaunas, die er auf dem fünften Platz beendete. Bei den Juniorenweltmeisterschaften 2006 in Peking gewann er mit persönlicher Bestleistung von 16,61 m die Goldmedaille. Seinen ersten Auftritt bei internationalen Meisterschaften in der Aktivenklasse absolvierte er bei den Halleneuropameisterschaften 2007 in Birmingham, wo er jedoch als 13. der Qualifikation den Finaleinzug verpasste. 2008 knackte er in Straßburg mit einem Sprung auf 17,05 m erstmals die 17-Meter-Marke.
Bei den Europameisterschaften 2010 in Barcelona belegte Compaoré mit 16,99 m den fünften Platz, bei den Weltmeisterschaften 2011 in Daegu wurde er mit 17,17 m Achter. 2012 erreichte er sowohl bei den Hallenweltmeisterschaften in Istanbul als auch bei den Olympischen Spielen in London Rang sechs. Bei den Halleneuropameisterschaften 2013 in Göteborg schied er überraschend in der Qualifikation aus. Wegen anhaltender Probleme mit seinem linken Sprunggelenk beendete er die Saison im Juli vorzeitig und verzichtete auf eine Teilnahme an den Weltmeisterschaften in Moskau.
Seinen bis dahin bedeutendsten internationalen Erfolg feierte Compaoré bei den Europameisterschaften 2014 in Zürich, als er mit neuer persönlicher Bestleistung von 17,46 m die Goldmedaille gewann. Eine weitere Steigerung auf 17,48 m gelang ihm im September bei seinem Sieg im Continental-Cup in Marrakesch.
Anfang Februar 2015 zog sich Compaoré eine Muskelzerrung im linken Oberschenkel zu, deretwegen er eine mehrwöchige Trainingspause einlegen und auf die geplante Teilnahme an den Halleneuropameisterschaften in Prag verzichten musste. Im August erreichte er bei den Weltmeisterschaften in Peking das Finale, belegte dort allerdings mit einer Weite von 16,63 m nur den 12. Platz.
Bei den Hallenweltmeisterschaften 2016 in Portland gewann er mit einer Weite von 17,09 m die Bronzemedaille hinter dem Chinesen Dong Bin und dem Deutschen Max Heß. Bei den Olympischen Spielen in Rio de Janeiro belegte er mit 16,54 m den zehnten Platz.